# Zeta Persei
Zeta Persei (Atik, Menkhib, 44 Persei) é uma estrela na direção da constelação de Perseus. Possui uma ascensão reta de 03h 54m 07.92s e uma declinação de +31° 53′ 01.2″. Sua magnitude aparente é igual a 2.84. Considerando sua distância de 982 anos-luz em relação à Terra, sua magnitude absoluta é igual a −3.19. Pertence à classe espectral B1Ib.